# 팔계 정씨
팔계 정씨(八溪鄭氏)는 경상남도 합천군 초계면을 본관으로 하는 한국의 성씨이다. 시조는 고려에서 국자박사(國子博士)를 지낸 정승(鄭丞)이다.

## 참고 자료
- “팔계정씨(八溪鄭氏)”. 뿌리를 찾아서.[깨진 링크(과거 내용 찾기)]